# Province de Barinas
1786–1824
Entités précédentes :
- Province de Maracaibo

Entités suivantes :
- Département d'Apure

La province de Barinas est une des provinces historiques constituées durant l'époque coloniale du Venezuela faisant partie de la capitainerie générale du Venezuela. Elle recouvre un territoire qui fait aujourd'hui partie des États de Barinas et Apure.

## Territoire
La province de Barinas est créée en 1786 à partir de la partie méridionale de la province de Maracaibo
En 1824, la province de Barinas est intégrée au département d'Apure, subdivision de la Grande Colombie.